# 음악 잡지
음악 잡지는 음악과 음악 문화를 다루는 잡지이다. 이러한 잡지에는 일반적으로 음악 뉴스, 인터뷰, 사진 촬영, 에세이, 음반 리뷰, 콘서트 리뷰가 포함되며, 때로는 녹음된 음악이 표지에 실리기도 한다.

## 같이 보기
- 탁상출판
- 팬 잡지